# Alfonso Orlando
Alfonso Orlando (* 17. Mai 1892 in Nocera Inferiore; † 29. August 1969 in Bergamo) war ein italienischer Langstreckenläufer.
Bei den Olympischen Spielen 1912 in Stockholm wurde er Fünfter über 10.000 m und schied über 5000 m im Vorlauf aus.
1911 und 1912 wurde er Italienischer Meister über 5000 m.

## Persönliche Bestzeiten
- 5000 m: 15:46,8 min, 1912
- 10.000 m: 32:57,2 min, 12. Mai 1912, Mailand